# Вернанте
Верна̀нте (на италиански: Vernante; на пиемонтски: Vërnant, Върнант, на окситански: lo Vernant, ло Вернант) е село и община в Северна Италия, провинция Кунео, регион Пиемонт. Разположено е на 785 m надморска височина. Населението на общината е 1178 души (към 2015 г.).